# 百々谷峠

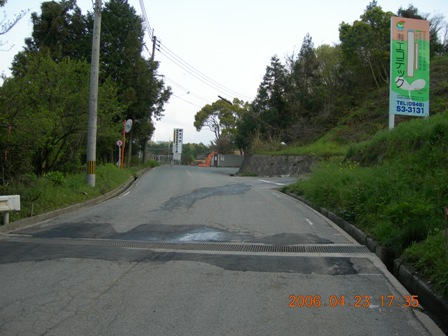
百々谷峠

百々谷峠（ももたにとうげ）は、福岡県嘉麻市に所在する、福岡県道442号原田上山田線の峠である。標高120m。難読の峠の一つである。百谷峠とも書く。産業廃棄物の処理場が多数ある。かつては小規模の炭鉱（上山炭鉱）があり、炭鉱住宅もあった。（旧宮野村《現嘉麻市宮野》から峠を超えてくる人もいた）その近くにはボタ山があり、頂上は公園となっている。

## 上山炭鉱
小規模の炭鉱であった。現在は閉山している。近くに上山団地という団地も建っている。

## 嘉麻市バス
嘉麻市バスが通っており、バス停が峠付近に存在している。かつては西鉄バスも通っていたが、現在はバス停は廃止され、バスは回送のみしか通らない。ちなみにその時の表記は、「百々谷」、「百々谷峠」だった。

## 自然
カブトムシ、クワガタムシ、蛍などの昆虫類がいる。しかし、水質汚染などにより、その数がだんだん少なくなってきている。

## 註
1. ↑  路線図（H27.4.1）山田バス - 嘉麻市

座標: 北緯33度32分18秒 東経130度45分52秒 / 北緯33.53833度 東経130.76444度